# Satoši Ótomo
Satoši Ótomo (japonsky: 大友 慧, * 1. říjen 1981) je filipínsko-japonský fotbalista a reprezentant Filipín. Hraje na postu záložníka.
Otec je Japonec a matka Filipínka.

## Reprezentační kariéra
Satoši Ótomo odehrál za filipínský národní tým v roce 2014 celkem 1 reprezentační utkání.

## Statistiky
| Filipíny | Filipíny | Filipíny |
| Roky     | Zápasů   | Gólů     |
| -------- | -------- | -------- |
| 2014     | 1        | 0        |
| Celkem   | 1        | 0        |